# Island Creek Reservoir
Das Island Creek Reservoir ist ein kleiner Stausee an der Grenze der US-Bundesstaaten North Carolina und Virginia. Der See wird vom Island Creek sowie anderen kleinen Bächen gespeist und hat eine Fläche von etwa 0,68 km².

## Beschreibung
Der Bau des Island Creek Dam erfolgte Anfang der 1950er-Jahre im Zuge der Errichtung des John-H.-Kerr-Staudamms am Roanoke River. Da das United States Army Corps of Engineers mit den Landeigentümern nicht über eine Ablösesumme einig wurde und sich am oberen Island Creek ein Wolfram-Bergwerk befand, musste ein Staudamm gebaut werden um das Tal vor der Überflutung durch das weit größere John H. Kerr Reservoir zu schützen. Das kleine Island Creek Reservoir entstand als Kompromiss, sein normaler Wasserspiegel liegt bei etwa 79 m Seehöhe und damit rund 13 m unterhalb vom Normalpegel des angrenzenden Kerr Lakes. Zur Haltung des Seespiegels muss fortwährend Wasser vom Island Creek Reservoir hinauf in des John H. Kerr Reservoir gepumpt werden.
Der Hauptteil des Sees befindet sich im Mecklenburg County (Virginia), den Rest südlich der Staatsgrenze in North Carolina teilen sich die Countys Granville und Vance.